# バツカムリクラゲ
バツカムリクラゲ（Atolla vanhoeffeni）は、ヒラタカムリクラゲ属のクラゲの一種。500m以下の深海に生息する。

## 概要
皿状の体をもつ冠クラゲで、傘は3cmほど。傘の縁には触手と平衡胞が交互に並び、それぞれ約20個ずつある。

## 発光
クロカムリクラゲと同じく、危険を感じると、発光。襲ってきた敵の敵をおびき寄せる。
光の物質はルシフェラーゼである。